# 翁應星
翁應星（？年—？年），改名學賢，浙江寧波府慈谿縣人。明末政治人物。

## 生平
習《詩經》，由廩生中式萬曆四十六年〔1618〕戊午科浙江鄉試舉人，歷任樂清縣教諭，崇禎十一年至十二年間四川鄰水縣知縣。